# Dickie Dare
Dickie Dare è una striscia a fumetti distribuita dalla AP Newsfeatures. Esordì il 31 luglio 1933, ideata e realizzata da Milton Caniff prima che incominciasse Terry and the Pirates.

## Trama
Il protagonista è un intraprendente ragazzino che vive in sogno viaggi avventurosi in genere addormentandosi mentre sta leggendo libri emozionanti e ritrovandosi a vivere avventure con personaggi come Robin Hood, Robinson Crosue, Aladino e molti altri. Al protagonista si affiancherà poi un compagno di viaggio, Dan Flynn.